# Bryan Lerg
Bryan Lerg (* 20. Januar 1986 in Livonia, Michigan) ist ein ehemaliger US-amerikanischer Eishockeyspieler, der im Verlauf seiner aktiven Karriere zwischen 2004 und 2019 unter anderem 441 Spiele in der American Hockey League (AHL) auf der Position des linken Flügelstürmers bestritten hat. Zudem absolvierte Lerg, der auch in der Schweizer National League und Svenska Hockeyligan (SHL) aktiv war, acht Partien in der National Hockey League (NHL) für die San Jose Sharks.

## Karriere
Lerg begann seine Karriere in der Saison 2002/03 in der U18-Mannschaft des US National Development Team, für die er zwei Spielzeiten in der Juniorenliga North American Hockey League (NAHL) auflief. Zwischen 2004 und 2008 stand er für die Universitätsmannschaft der Michigan State University in der Central Collegiate Hockey Association (CCHA), welche in den Spielbetrieb der National Collegiate Athletic Association (NCAA) eingegliedert ist, auf dem Eis. Dort konnte der Angreifer erstmals sein Offensivpotenzial andeuten und gewann mit den Michigan State Spartans im Jahr 2007 den Meistertitel. Weiterhin fungierte in der Spielzeit 2006/07 zunächst als Assistenzkapitän, ehe er in der folgenden Saison das Kapitänsamt übernahm. 
Im April 2008 wurde Lerg von der Organisation der Edmonton Oilers aus der National Hockey League (NHL) verpflichtet, kam aber in den anschließenden zweieinhalb Jahren ausschließlich bei deren Farmteam Springfield Falcons in der American Hockey League (AHL) sowie zeitweise bei den Stockton Thunder in der ECHL zum Einsatz. In dieser Zeit konnte er seine Offensivstärke jedoch nicht abrufen und markierte lediglich 26 Scorerpunkte in 84 Partien für die Falcons. Nachdem sein Vertrag im Sommer 2010 ausgelaufen war, entschied sich der Linksschütze mangels NHL-Angebote für einen Wechsel nach Europa und unterschrieb einen Probevertrag beim Genève-Servette HC, wo er sich jedoch nicht empfehlen konnte und nach nur einer Partie in der National League A (NLA) in die Vereinigten Staaten zurückkehrte. Im Dezember 2010 unterschrieb Lerg einen Einjahresvertrag bei den Wilkes-Barre/Scranton Penguins, für die er anschließend in der AHL auflief und die Saison 2010/11 mit 32 Scorerpunkten aus 65 Partien beendete. Im folgenden Jahr konnte der Flügelstürmer diese Leistungen weiter steigern und brachte es auf 27 Saisontreffer sowie 26 Torvorlagen. 
Im Juli 2012 erhielt er einen Kontrakt bei den Colorado Avalanche, spielte jedoch, auch bedingt durch den Lockout, in der Saison 2012/13 lediglich bei deren Farmteam Lake Erie Monsters in der AHL und führte dabei die Mannschaft als Kapitän auf das Eis. Zu Beginn des Jahres 2013 erlitt Lerg einen Kreuzbandriss und fiel daraufhin für den Rest der Spielzeit aus. Auch die folgende Saison war für den US-Amerikaner geprägt von Verletzungen, sodass er erneut lediglich 35 Partien bestritt, in denen er insgesamt 27 Scorerpunkte erzielen konnte. Im Sommer 2014 unterschrieb Lerg einen Vertrag bei den San Jose Sharks, von denen er zu Beginn der Saison 2014/15 in das Farmteam Worcester Sharks beordert wurde und dort erneut das Kapitänsamt innehatte. Nachdem sich der Flügelstürmer zum Topscorer der Mannschaft entwickelte, erhielt er schließlich im April 2015 erstmals eine Berufung in den NHL-Kader und gab im Alter von 29 Jahren im Spiel gegen seinen ehemaligen Klub Edmonton sein Debüt in der höchsten Spielklasse Nordamerikas, bei dem er auf Anhieb das spielentscheidende Tor zum 3:1-Sieg der Sharks beisteuerte.
Im Mai 2016 entschloss er sich zu einem Wechsel nach Europa und nahm ein Angebot des schwedischen Erstligisten Rögle BK an. Nach zwei Jahren in der Svenska Hockeyligan (SHL) wurde er im Juli 2018 vom HC Ambrì-Piotta aus der Schweizer National League verpflichtet. Im Januar 2019 erlitt er eine Handverletzung und fiel für den Rest der Saison aus.

## Erfolge und Auszeichnungen
- 2004 Silbermedaille bei der U18-Junioren-Weltmeisterschaft
- 2004 Bester Vorlagengeber der U18-Junioren-Weltmeisterschaft (gemeinsam mit sieben weiteren Spielern)
- 2007 NCAA-Division-I-Championship mit der Michigan State University

## Karrierestatistik

### International
Vertrat die USA bei:
- U18-Junioren-Weltmeisterschaft 2004

(Legende zur Spielerstatistik: Sp oder GP = absolvierte Spiele; T oder G = erzielte Tore; V oder A = erzielte Assists; Pkt oder Pts = erzielte Scorerpunkte; SM oder PIM = erhaltene Strafminuten; +/− = Plus/Minus-Bilanz; PP = erzielte Überzahltore; SH = erzielte Unterzahltore; GW = erzielte Siegtore; 1 Play-downs/Relegation; Kursiv: Statistik nicht vollständig)